# Klove (virke)

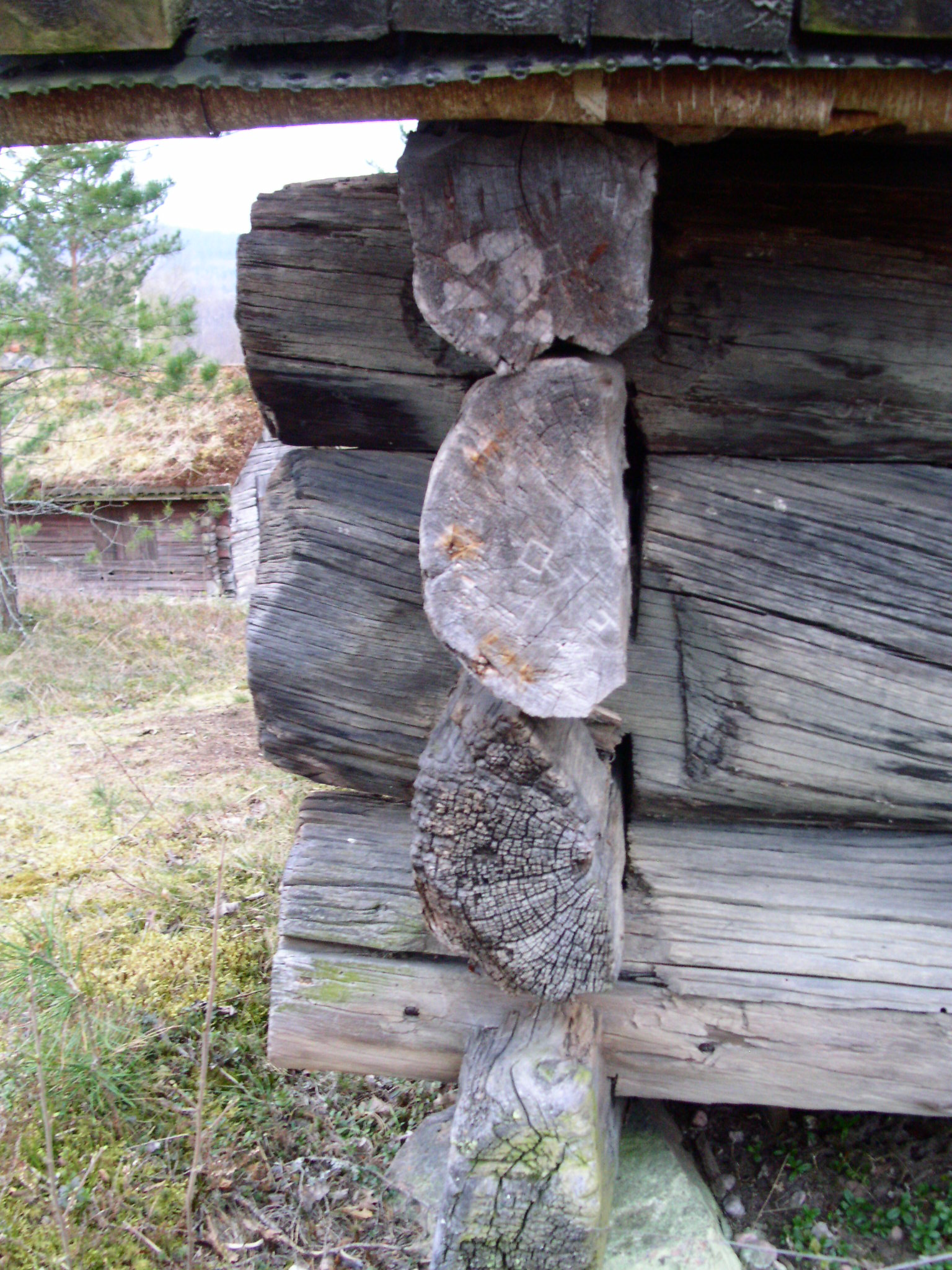
Stuga byggd av klovor.

Klove är en del av en kluven stock. Klovor (kluvor i Dalarna) används till exempel vid timring av lador, härbren, stugor, bodar med flera byggnader. Nedtyngda halv- eller kvartskluvor förekommer som takbeläggning över ett lager näver eller plast (tätskiktet). 
Denna teknik lärs ut på Sjöviks folkhögskola utanför Avesta. Skolans elever har lagt nya tak åt hembygdsgårdar ute i landet.